# Liezi

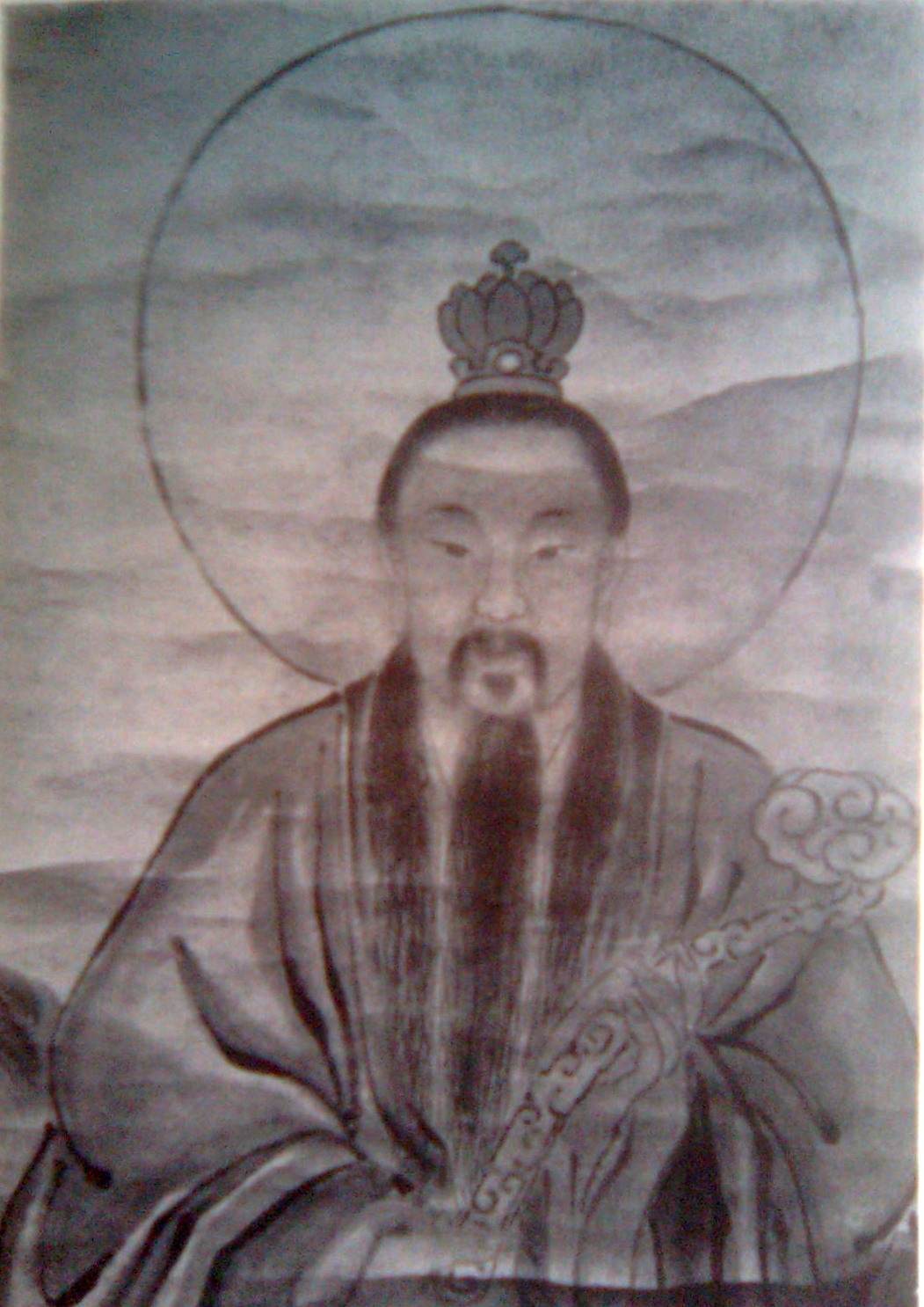
Liä Dsi (Liezi), taoistisches Kultbild, 1911 vom Gouverneur von Schantung an Richard Wilhelm als Geschenk überreicht

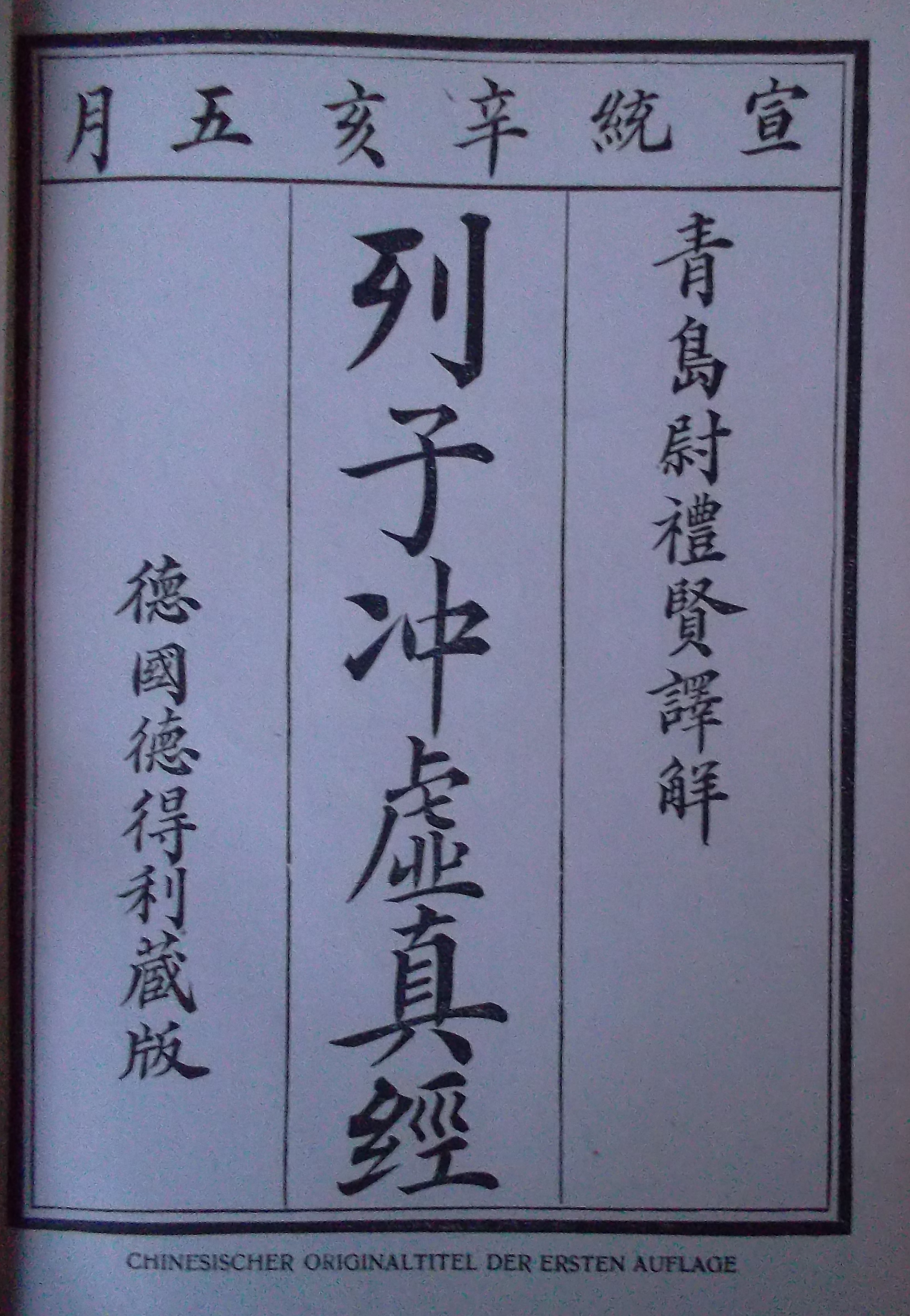
Liä Dsi (Liezi), Übersetzung ins Deutsche von Richard Wilhelm, Titelblatt der Erstausgabe, Eugen Diederichs Verlag, Jena 1921

Lièzǐ (auch Liä Dsi, Lieh-tzu oder Liä-Tse, 列 子), Meister Lie, (um 450 v. Chr.) war ein chinesischer Philosoph der daoistischen Richtung, der das Werk Das wahre Buch vom quellenden Urgrund (ins Deutsche übersetzt von Richard Wilhelm) verfasst haben soll, das nach ihm auch Liezi genannt wird. Liezi soll ein sehr zurückgezogenes Leben geführt haben, woraus sich erklärt, dass keine Aufzeichnungen über ihn bestehen. Er soll sich von allen Ämtern ferngehalten haben (Buch II, 14.) und sogar ein Geschenk des Ministerpräsidenten abgelehnt haben (Buch VIII, 6.). Richard Wilhelm weist schon in seiner Einleitung darauf hin, dass von den beiden Protagonisten, von welchen dieses Buch hauptsächlich handelt (Liä Yü Kou und Yang Dschu), lediglich für Letzteren historische Belege existieren. Eine andere Auffassung, worin das Buch in der Zeit etwa zwischen 300 v. Chr. und 300 n. Chr. entstanden sein soll, wird vertreten z. B. von der daoistischen Lehrerin Eva Wong (in: Die Lehren des Tao, Ullstein Verlag).

Neuere Forschungen gehen allerdings davon aus, dass jenes Buch erst um 350 v. Chr. – also nach seiner Zeit – entstanden ist, und stellen sogar seine Existenz in Frage. Andere Forschungen besagen jedoch, dass das Buch einen Kern enthält, der wahrscheinlich von Liezi selbst stammt und von seinen Schülern zusammengetragen wurde. Im Zhuangzi spielt die Person des Liezi eine wichtige Rolle, er erscheint z. B. als daoistischer Heiliger (Zhenren), der auf dem Wind reiten kann. Richard Wilhelm, welcher in seinem Werk den Standpunkt des Daoismus als Philosophie vertrat, bemerkte dazu in seiner Einleitung zu Liä Dsi: 

„Dass er zum Abschluss seiner Lehre soweit in der Geistigkeit vorgeschritten war, dass er auf dem Winde reiten konnte (s. II, 3), dürfen wir ihm nicht so schwer anrechnen, dass wir deshalb seine Existenz bezweifeln müssten, zumal er sich, seiner eignen Aussage nach, zu jener Zeit im Stadium höchster Ekstase befand.“

Ein erster Kommentar wurde laut Richard Wilhelm (Einleitung zu Liä Dsi) von Dschang Dschan während der Dsin-Dynastie erstellt, welche er für den Zeitraum 265–420 n. Chr. datiert. Nach Eva Wong heißt diese Dynastie Chin-Dynastie, welche sie auf 317–420 n. Chr. datiert, jedoch gibt sie in ihrer Einleitung zu den Beispieltexten aus Lieh-tzu (Liezi) hierzu nicht den Namen des Verfassers an (Eva Wong: „Die Lehren des Tao“, Ullstein Verlag). Richard Wilhelm führt in seiner Einleitung weiter aus, dass dem Buch unter Kaiser Hüan Dsung (713–756) der Titel Tschung Hü Dschen Ging (Wahres Buch vom quellenden Urgrund) verliehen wurde. 1804 wurde in einem daoistischen Kloster in Nanking ein verschollen geglaubter Kommentar von Lu Dschung Yüan (Tang-Zeit) aufgefunden. Für seine Übersetzung benutzte Richard Wilhelm diesen Kommentar, zusammen mit einem Faksimiledruck aus der Sung-Dynastie, sowie eine neue Ausgabe aus dem Jahr 1877.

## Inhalt

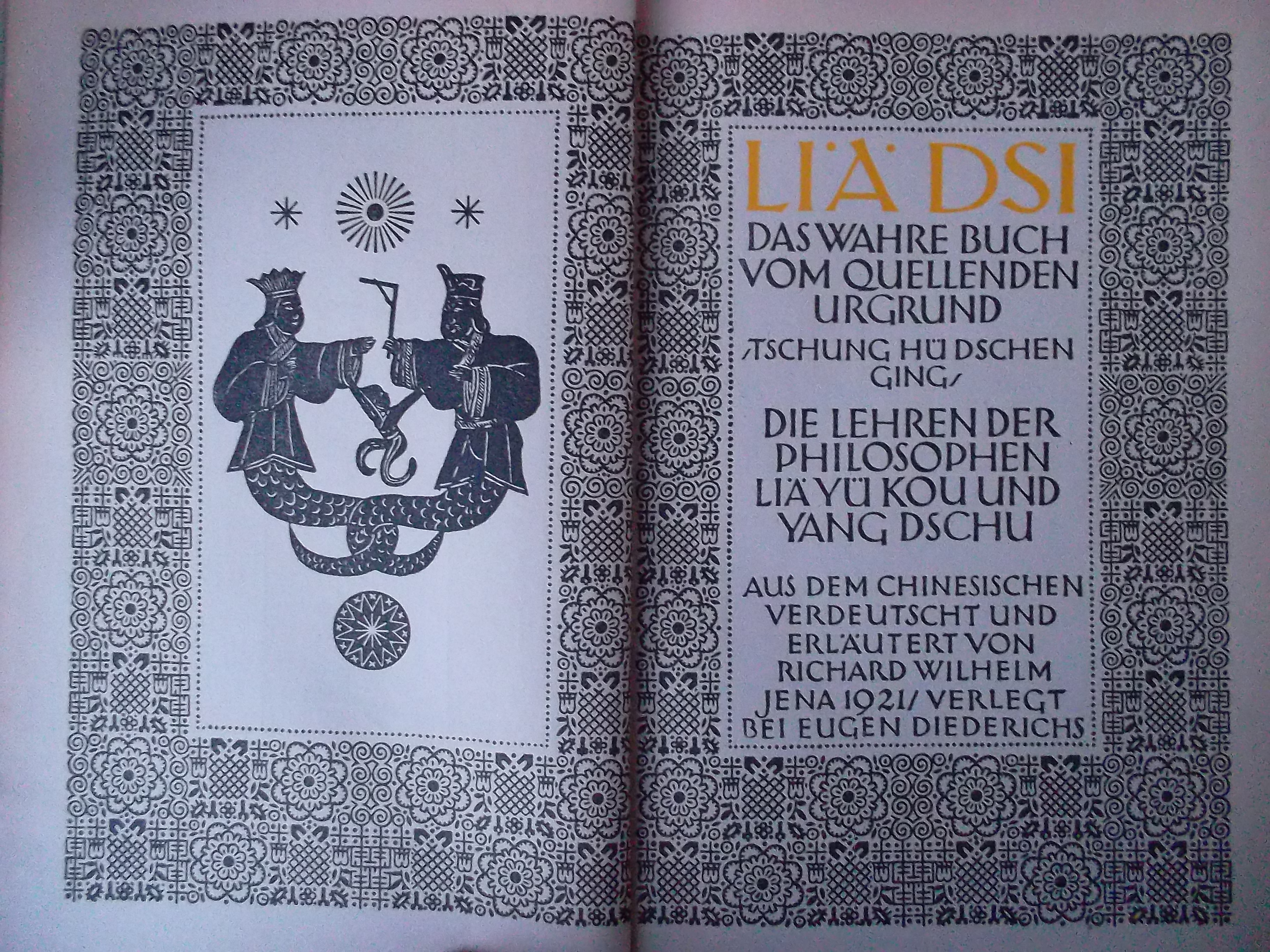
Liä Dsi (Liezi), Übersetzung ins Deutsche von Richard Wilhelm, Frontispiz der Erstausgabe, Eugen Diederichs Verlag, Jena 1921

Das Buch ist unter den Klassikern des Daoismus das verständlichste. Es enthält viele fantastische, allegorische Geschichten und Parabeln über das Leben im Dao und handelt von unterschiedlichen Themen wie Magie und Zauberei, Legenden, Mythen, philosophischen Abhandlungen oder kosmologischen Spekulationen.
Die Wunder- und Zaubergeschichten des Buches sollen von Liezis Schülern und späteren Anhängern der Lehre zusammengestellt worden sein. Dabei wurden viele alte Volkssagen und Mythen verwendet, weshalb das Buch auch eine wichtige Quelle für altchinesische Volkskunde ist. Es wird vermutet, dass der Kern dieser Zaubergeschichten die daoistische Mystik ist, und dass die Daoisten der damaligen Zeit bereits Meditationstechniken kannten, mittels derer sie ihren Bewusstseinszustand veränderten.
Den Zentralbegriff des Werkes macht Ziran (自 然, wörtlich: von selbst so sein, auch: Natur), die Spontaneität, aus, mittels derer das Dao erlangt werden kann. Das Buch fordert dazu auf, frei von Wissen und Wünschen zu sein und nicht der Vernunft zu folgen. Das Bild des daoistischen Heiligen, das auch in den anderen klassischen Büchern des Daoismus entworfen wird, unterscheidet sich nicht von diesen. Liezi vertritt einen Standpunkt des Quietismus und der daoistischen Demut.

Durch Auflösung bzw. Aufgabe des Ichs bzw. Ego (ein aus daoistischer Sicht unausweichliches Geschehen beim Tod, welches durch konzentrierte Betrachtung ins Erleben gerufen werden kann), kann in Meditation eine subjektiv empfundene Verbindung mit dem Dao erreicht werden. Auch die zur Gewissheit gewordene Unendlichkeit von Raum und Zeit kann dabei wirksam werden, sowie der daraus folgende logische Schluss, dass man sich in unendlichem Raum und Zeit an jedem beliebigen Ort jetzt und immer genau in der Mitte befinden kann, und dass man in Verbindung mit bzw. in Auflösung in dem Dao zur gleichen Zeit überall sein kann. In seinen Anmerkungen zu Buch IV des Liezi bemerkte dazu Richard Wilhelm: 

„Dieses Buch … gibt eine Lösung der Spannung … in der Hingabe des Individuums ans All, dem großen ‚Stirb und Werde‘ .“

Liezi war der erste chinesische Philosoph, der eine Weltentstehungslehre vertrat, die bei Laozi nur angedeutet ist. Nach Liezi entstand die Welt aus der Leere des Dao. Gleichermaßen vertrat er eine Lehre von der Unendlichkeit von Raum und Zeit. Die kosmologischen Spekulationen des Liezi sind die des Daoismus, so geht Liezi von einem zyklischen Kreislauf aller Dinge aus, der den Wandlungsphasen des Yin und Yang entspricht, während nur das Dao selbst unwandelbar und unzerstörbar sei.
Wie andere klassische Bücher des Daoismus (z. B. das Daodejing und das Huainanzi) enthält auch das Liezi eine Lehre, die sich an den idealen Herrscher richtet, der mittels des Wu wei (無 為) regieren soll.
Die überlieferte Fassung des Buches ist in acht Kapitel eingeteilt.
Einige Passagen des Buches sind aus dem Zhuangzi übernommen, und das letzte Kapitel enthält die Philosophie des Yang Zhu.
Richard Wilhelm übersetzte in seiner Einleitung zu 'Liä Dsi' (Liezi) eine Spruchsammlung mit Namen Yin Fu Ging, das Buch der geheimen Ergänzungen, welcher er ein sehr hohes Alter zugeschrieb, auch datierte er das dem Liezi zugrunde liegende Material noch vor Zhuangzi. Alfred Forke bemerkte dazu ('Literarisches Zentralblatt für Deutschland', Nr. 43, Jg. 1912): „Die Gilessche (Lionel Giles) Theorie, daß Lieh Tse [Liezi] nie existiert habe und sein Werk eine Fälschung sei, wird zurückgewiesen und besonders hervorgehoben, daß sich der Text des Chuang Tse [Zhuangzi] sehr leicht aus dem Lieh Tse ableiten lasse, aber nicht umgekehrt. Dagegen ist der Verfasser wohl im Irrtum, wenn er das Yin-fu-ching, das er in der Einleitung übersetzt, für ein altes Werk hält. Es gilt allgemein als Fälschung.“

In Richard Wilhelms 1925 veröffentlichtem Kommentar „Die Lehren des Laotse“ (beinhaltet in: R. Wilhelm, „Laotse. Tao te king. Das Buch vom Weg des Lebens“, Bastei Lübbe, Bergisch Gladbach, 2. Auflage: Januar 2003) erläutert er seine Ansicht zu Liezi:"

„Es wäre sehr angenehm, wenn wir in dem Werk des Liä Dsi [Liezi] eine authentische Schrift aus dem 5. oder 4. Jahrhundert v. Chr. vor uns hätten. Allein das ist nicht der Fall. Wir dürfen für die Redaktion des Buchs wohl nicht über das 4. nachchristliche Jahrhundert zurückgehen. Dennoch liegt dem Buch natürlich älteres Material zugrunde. Die Entwicklung der Lehre bei Liä Dsi geht nun dahin, dass die Probleme des Tao te king mehr metaphysisch ausgestaltet sind. Das Denken setzt sich mit den Antinomien von Raum und Zeit, mit dem Problem der Entwicklung der verschiedenen Arten der Lebewesen auseinander und noch mancherlei derartigen Fragen. Dabei ist der Naturalismus noch stärker und einseitiger herausgearbeitet als im Tao te king. Das Tao wird immer mehr zu einer metaphysischen Substanz, die alles Werden und Vergehen veranlasst und in die Erscheinung projiziert, ohne selbst jemals in die Erscheinung zu treten. Charakteristisch ist, dass in Form von Gleichnissen manche Geschichten erzählt werden, die z. T. ins Wunderbare spielen und die Kraft einer auf Vereinheitlichung gerichteten Yogapraxis zeigen sollen. So finden wir bei Liä Dsi neben dem mystischen das magische Element entwickelt.“